# Rodolfo Wirz
Rodolfo Pedro Wirz Kraemer (ur. 19 kwietnia 1942 w Schwarz-Rheindorf) – niemiecki duchowny rzymskokatolicki posługujący w Urugwaju, w latach 1985–2018 biskup Maldonado-Punta del Este.